# Shogo Nakatsuru
Shogo Nakatsuru (中津留 奨吾 Nakatsuru Shogo?), född 3 juni 1987 i Fukuoka prefektur, är en japansk fotbollsspelare.
Nakatsuru började sin karriär 2010 i V-Varen Nagasaki. 2013 flyttade han till Fujieda MYFC. Han avslutade karriären 2015.